# Antrozous pallidus
Antrozous pallidus é uma espécie de morcego que pode ser encontrado desde o Canadá ocidental até ao México. Possui olhos de dimensões maiores que outras espécies da América do Norte. As suas orelhas são compridas e largas, pálidas. A pelagem é normalmente claro. Têm um comprimento de 92 a 135mm.
São insectívoros, alimentando-se de insectos como gafanhotoss e escorpiões, sendo capazes de consumir até metade do seu peso em insectos em cada noite. Apesar de normalmente apanharem as presas no chão, apenas as comem nos seus locais de abrigo nocturnos.
A época de reprodução ocorre desde Outubro até Fevereiro. A fêmea tem as suas crias no início de Junho. Quando nascem, as crias pesam entre 3 e 3.5 g. Em quatro ou cinco semanas, os juvenis conseguem já efectuar pequenos voos. Apenas atingem o tamanho de um adulto às oito semanas de idade. A maturidade sexual ocorre a partir de segundo ano de vida.
As suas orelhas de grandes dimensões permitem detectar a movimentação dos insectos no solo. Usam a sua voz para emitir ultrassons, que após reflectidos de volta ao animal, permitem-lhes detectar insectos a voar.
É um tipo de morcego único, visto ser homeotérmico e heterotérmico. Conseguem controlar e equilibrar a temperatura corporal durante a hibernação de Inverno e em outras alturas de descanso[carece de fontes?].
Dormem normalmente em escarpas rochosas e em edifícios.